# Mischa Novy

Mischa Novy auf CG 5007

Mischa Novy (* 26. Januar 1914 in Paris; † im April 1963) war ein Violinist, der zwischen 1930 und 1963 mit seinem Orchester in amerikanischen und europäischen Hotels und Bars auftrat.
Novys russischstämmige Eltern ließen ihren Sohn mit vier Jahren von Peter Merenblum an der Geige unterrichten. Mit zwölf Jahren erlangte er ein Stipendium am Brüsseler Konservatorium, wo er sein Zimmer mit Nathan Milstein und William Primrose teilte. Sein Lehrer war Eugène Ysaÿe. Trotz sehr guter Fortschritte entschied sich Novy für ein Jurastudium an der Sorbonne, das er aber nach kurzer Zeit auf Bitten des Models Marie Tourlet wieder abbrach und zur Musik zurückkehrte. Er gründete das Mischa Novy Orchester und gastierte damit in Hotels und Bars in ganz Europa. 1936 hörte ihn Cornelius Vanderbilt IV im Pariser Claridge Hotel und arrangierte eine erste Konzertreise in die Vereinigten Staaten. Nach weiteren drei Jahren in Europa konnte er ein langfristiges Engagement im Roney-Plaza in Miami Beach unterzeichnen, das aber bereits 1942 mit seinem Einzug in die US-Army und seinem Einsatz als Intelligence Officer im Zweiten Weltkrieg vorzeitig beendet wurde.
Nach dem Krieg stellte er in Paris sein Orchester neu auf: Das reine Streicher-Orchester sollte sich am seinerzeit populären Gypsy-Stil orientieren. Im Frühjahr 1947 engagierte ihn eine amerikanische Künstleragentur für das Café L’Aiglon in Beverly Hills. Mischa Novy and his Velvet Strings spielten dort vor Hollywood-Größen wie Lana Turner, Barbara Stanwyck, Rita Hayworth und Hedy Lamarr. Joan Crawford soll zuweilen bei einer ihrer Lieblingsnummern vor Rührung geweint haben. Im Februar 1948 kündigte der Chef von Standard Transcriptions Jerry King an, er wolle unter anderem mit Aufnahmen von Mischa Novy den Recording ban brechen. 1950 hatte er einen Auftritt als Violinist im Film Mister 880, im Folgejahr konnte er ein klassisches Album für MGM Records aufnehmen.
Seine weiteren Stationen waren das La Rue in Miami Beach, das Fairmont Hotel und das Palace Hotel in San Francisco sowie schließlich auf Einladung von Conrad Hilton das The Beverly Hilton in Beverly Hills. Dort wurde 1960 der Unternehmer Cliff Garrett auf den Gypsy-Sound des Violinisten aufmerksam und nahm mit ihm im Studio Sound Enterprises in Hollywood das Album Continental Hors d’Oeuvres für seine kürzlich gegründete Plattenfirma C. G. Recording Corporation auf. Für das Hauptlabel CG Records eröffnete das Album die LP-Diskografie, mit der ausgekoppelten Single My Funny Valentine / Hawaiian Wedding Song erschien die erste 7-Zoll-Veröffentlichung der Firma. Novy übernahm in der C. G. Recording Corporation zudem den Posten des Musikdirektors. Die Zusammenarbeit währte nicht lange: Sowohl Garrett als auch Novy verstarben im Jahr 1963.

## Diskografie
Alben
- 1951 – Mischa Novy and his Velvet Strings, MGM E-546
- 1960 – Continental Hors d’Oeuvres, CGM 1000 (mono)/CGS 3000 (stereo)

Singles
- 1960 – My Funny Valentine / Hawaiian Wedding Song, CGX-5000
- 1961 – Fascination / Poor People of Paris, CGX-5007